# Джентльмен с Медвежьей речки
«Джентльмен с Медвежьей речки» (англ. A Gent from Bear Creek) — роман, составленный из новелл Роберта Ирвина Говарда, написанных в жанре юмористического вестерна, объединённых главным действующим персонажем — незадачливым охотником Брекинриджем Элкинсом. Впервые роман опубликован в Великобритании в 1937 году, издательством Герберта Дженкинса (англ. Herbert Jenkins). Первое американское издание осуществлено издательством Дональда М. Гранта (англ. Donald M. Grant, Publisher, Inc.) в 1966 году. Является первой изданной книгой произведений Роберта Говарда и первой частью трилогии о похождениях Элкинса. В России первое русское издание книги осуществлено пермским издательством «Янус» в 1992 году.

## О книге
Роман «Джентльмен с Медвежьей Речки» представляет собой сборник из тринадцати новелл Роберта Говарда, написанных в период 1934—1936 годов. Десять из них были опубликованы в журнале Action Stories при жизни писателя, в виде отдельных произведений. Ещё три рассказа никогда не издавались ранее. Рассказы написаны в юмористическом ключе, в простонародном стиле, передающим стилистику речи сельского населения американского Запада — так, как если бы эти истории были написаны деревенщиной без образования.
Истории, вошедшие в роман, представляют собой взаимосвязанные главы, расположенные в хронологической последовательности, создающую непрерывное полотно повествования, в отличие от двух других частей этой трилогии — сборников «Брат бури» и «Лик смерча».

## Оглавление
1. Полосатые рубашки и разбитые сердца (англ. Striped Shirts and Busted Hearts) — рассказ 1937 года
2. Спустившийся с гор (англ. Mountain Man) — рассказ 1934 года
3. Знакомство с Капитаном Киддом (англ. Meet Cap'n Kidd) — рассказ 1937 года
4. Выстрелы в горах (англ. Guns of the Mountain) — рассказ 1934 года
5. Джентльмен с Медвежьей речки (англ. A Gent from Bear Creek) — рассказ 1934 года
6. Кровная месть (англ. The Feud Buster) — рассказ 1935 года
7. Здравствуй, дядюшка Исайя! (англ. The Road to Bear Creek) — рассказ 1934 года
8. Охотники до скальпов (англ. The Scalp Hunter[3]) — рассказ 1934 года
9. Гименей с Медвежьей речки (англ. Cupid from Bear Creek) — рассказ 1935 года
10. Пещерный житель (англ. The Haunted Mountain) — рассказ 1935 года
11. Страсть к просвещению (англ. Educate or Bust) — рассказ 1937 года
12. Война на Медвежьей речке (англ. War on Bear Creek) — рассказ 1935 года
13. Как Медвежья речка вышла из берегов (англ. When Bear Creek Came to Chawed Ear) — рассказ 1937 года

## Персонажи
Основная статья — Персонажи Роберта Говарда

### Семейство Элкинсов
- Брекинридж Элкинс — незадачливый ковбой и охотник, отличающийся необыкновенной физической силой, выносливостью и наивностью, благодаря чему попадает во всевозможные жизненные коллизии. Родом он из Медвежьей Речки — небольшой деревни охотников-маунтинменов в гористом округе Гумбольдта штата Невада, где проживает вместе со всей своей многочисленной роднёй. Элкинс меткий стрелок, но предпочитает использовать физическую силу. В своих похождениях ему приходится противостоять многочисленным группам вооруженных людей и легко выходить из этих стычек победителем. При этом его противники, как правило остаются в живых, отделываясь сравнительно небольшими увечьями.
- Билл Роллинг Элкинс — отец Брекинриджа Элкинса, предприимчивый старик из Медвежьей речки. Участник Гражданской войны на стороне северян. Охотник на гризли. Помимо Брекинриджа имеет ещё четырёх сыновей — Гарфильда, Бакнера, Джона и Билла Элкинсов, и трёх дочерей — Очиту, Элеонору и Бразорию.
- Эрат Элкинс — представитель клана Элкинсов, дальний родственник Брекинриджа, охотник на гризли.
- Дядюшка Гарфильд Элкинс — дядя Брекинриджа, житель штата Техас, старший брат Билла Элкинса. Участник Гражданской войны, артиллерист.

### Семейство Гримзов
- Дядюшка Джеппард Гримз — глава семейства Гримзов, двоюродный дядя Брекинриджа по отцовской линии. Старейший из родичей Брекинриджа. Почтенный, но вспыльчивый джентльмен. Один из первых поселенцев Медвежьей речки, ветеран войн с индейцами. Имеет пятерых сыновей — Джека, Бака, Исайю, Джошуа и Пола Каунти Гримзов.
- Исайя Гримз — младший брат Джеппарда Гримза, кузен папаши Элкинса, двоюродный дядя Брекинриджа. Проживает в городе Дьяволвилль, штат Аризона. Состоятельный авантюрист, путешественник, участник многочисленных вендетт, меткий стрелок из револьвера.
- Джейкоб Гримз — двоюродный дядя Брекинриджа, один из младших братьев Джеппарда Гримза. Пожилой фермер и золотоискатель.
- Лавака Гримз — тётушка Брекинриджа, супруга Джейкоба Гримза, сварливая старушка.
- Пол Каунти Гримз — один из младших сыновей Джеппарда Гримза. Вспыльчивый охотник.
- Вильям Гаррисон Гримз — озорной мальчик по прозвищу Малыш Генерал, внук дядюшки Джеппарда Гримза.

### Семейство Макгроу
- Папаша Макгроу — глава семейства Макгроу, отец Глории, вздорный старик. Помимо Глории имеет трёх сыновей — Джоя, Билла и Джона.
- Мисс Макгроу — супруга папаши Макгроу, мать Глории, Джоя, Билла и Джона Макгроу. Домохозяйка из Медвежьей речки.
- Глория Макгроу — молодая девушка, одна из лучших красавиц в Медвежьей Речке, невеста Брекинриджа.

### Семейство Брэкстонов
- Папаша Брэкстон — глава семейства Брэкстонов, отец Джоэла и Джима, покладистый старик, бывший траппер на отдыхе.
- Джим Брэкстон — охотник, брат Джоэла, сын папаши Брэкстона, жених Эллен Рейнольдс, соперник Брекинриджа.
- Джошуа Брэкстон — старый отшельник, живущий в каньоне Дикой Кошки. Представитель семейства Брэкстонов.

### Семейство Гордонов
- Медведфильд Гордон — один из дядьёв Брекинриджа, старожил Медвежьей речки, глава клана Гордонов.
- Джоэл Гордон — кузен Брекинриджа, охотник.
- Джим Гордон — кузен Брекинриджа, охотник.
- Джек Гордон — кузен Брекинриджа, младший брат Джоэла и Джима Гордонов, охотник. Меткий стрелок.

### Семейство Гарфильдов
- Джон Гарфильд — один из дядьёв Брекинриджа, старожил Медвежьей речки, глава клана Гарфильдов.
- Сол Гарфильд — один из дядьёв Брекинриджа, пожилой фермер и охотник на гризли.
- Джим Гарфильд — юный житель Медвежьей речки, охотник.

### Прочие обитатели Медвежьей речки
- Билл Бакнер — один из дядьёв Брекинриджа, старожил Медвежьей речки, глава клана Бакнеров.
- Старина Роджерс — старинный приятель папаши Элкинса, путешественник.
- Мистер Вилкинсон — приезжий джентльмен из города, ухажёр Глории Макгроу.
- Эллен Рейнольдс — жительница Медвежьей речки, хорошая знакомая Брекинриджа.
- Джой Хопкинс — охотник из Медвежьей речки, путешественник.
- Билл Кирби — один из двоюродных братьев Брекинриджа. Охотник их Медвежьей речки.
- Стив Кирби — один из двоюродных братьев Брекинриджа. Охотник их Медвежьей речки.

### Жители городов Томагавк и Гунсток
- Маквей — шериф города Томагавк, штат Невада.
- Кирби — помощник шерифа Маквея.
- Ричардс — помощник шерифа Маквея.
- Опоссум Сантри — предводитель банды грабителей, орудующей в окрестностях городов Томагавк и Гунсток, штат Невада.
- Старина Брентон — почтенный джентльмен, владелец магазина и почты в городе Томагавк.
- Бэт О’Тул — профессиональный боксёр, представляющий город Гунсток, штат Невада.
- Брузер Макгорти — профессиональный боксёр, чемпион Сан-Франциско, представляющий город Томагавк, штат Невада.

### Жители посёлков Рваное Ухо и Ручей Гризли
- Юкка Блейн — независимый рефери, судивший боксёрский матч на первенство городов Томагавк и Гунсток. Житель посёлка Рваное Ухо.
- Джоэл Керн — бандит-одиночка, головорез из посёлка Рваное Ухо.
- Дик Блэнтон — житель посёлка Ручей Гризли, несостоявшийся ухажёр одной из сестёр Брекинриджа — Элеоноры Элкинс.
- Тарантул Биксби — предводитель грабителей.
- Исайя Барлоу — коренной житель посёлка Рваное Ухо.
- Дик Линч — молодой обитатель Рваного Уха.
- Джим Хэрриган — престарелый кучер дилижанса.
- Нед Эшли — один из крупнейших торговцев в Рваном Ухе.
- Джуда Джексон — один из торговцев в Рваном Ухе.
- Дикий Билл Донован — предводитель охотников за дикими мустангами, подлая личность и убийца, антагонист Брекинриджа.
- Бездонное Брюхо Джадкинс — мелкий мошенник-шулер. Подручный Дикого Билла Донована.
- Джефет Джелэтин — аферист-многоженец из Сан-Франциско, грабитель дилижансов. Подручный Дикого Билла Донована.

### Жители посёлков Ручей Гризли
- Дик Хопкинс — шериф посёлка Ручей Гризли, штат Невада.
- Джой Портленд — помощник шерифа Дика Хопкинса.
- Фрэнк Джексон — помощник шерифа Дика Хопкинса.

### Жители города Вампум
- Билл Ормонд — лжешериф города Вампум, штат Невада, глава банды головорезов.
- Эл Джексон — подручный лжешерифа Билла Ормонда, бандит.
- Волк Эшли — подручный лжешерифа Билла Ормонда, бандит.
- Доктор Ричардс — врач из города Вампум.
- Джоб — законный шериф города Вампум.

### Окрестности горы Мецквитал
- Джейк Барлоу — глава клана Барлоу.
- Старик Уоррен — глава клана Уорренов.
- Джордж Уоррен — старший из братьев клана Уорренов.
- Элизабет Уоррен — девушка из клана Уорренов, сестра Джорджа, Эзры, Илии, Билла и Джошуа.

### Жители города Бизоний Хвост
- Билл Полк — ловкий старик-траппер, старинный приятель Брекинриджа.
- Гризли Хокинс — главарь банды гангстеров в Бизоньем Хвосте.
- Долли Риксби — юная красавица в городе Бизоний Хвост, внучка золотоискателя. Одна из пассий Брекинриджа.
- Блинк Уилтшоу — молодой старатель, ухажёр Долли Риксби.
- Рембрандт Броктон — священник города Бизоний Хвост, дядя Долли Риксби.
- Задира Рэд — содержатель салуна в Бизоньем Хвосте.
- Барсук Чизом — главарь грабителей банков. Отбывал наказание в тюрьме города Гунсток вместе со всей своей шайкой, совершил дерзкий побег.
- Билл Рейнольдс — гангстер, подручный Барсука Чизома.
- Джим Хопкинс — гангстер, подручный Барсука Чизома.
- Тэнк Уиллогби — незадачливый старатель, житель Бизоньего Хвоста. Приятель Брекинриджа Элкинса.
- Громила Билл Глэнтон — авантюрист, житель Бизоньего Хвоста, родом из Техаса, эсквайр. Друг Брекинриджа.

### Жители посёлков Коготь Гризли и Тетон Галч
- Билл Кроган — фальшивомонетчик из посёлка Коготь Гризли.
- Гремучий Гаррисон — предводитель грабителей золотых приисков в Тетон Галч.
- Джейк Роумэн — аферист и конокрад, участник банды Гремучего Гаррисона.

### Прочие персонажи
- Капитан Кидд — конь Брекинриджа Элкинса. В начале своих похождений Брекинридж ездил на старом муле по кличке Александр, единственном животном, способном его нести. Позже, в своих странствиях, Элкинс наткнулся на гигантского дикого мустанга Капитана Кидда, своего лошадиного эквивалента, и приручил его. Назван в честь знаменитого английского пирата Уильяма Кидда.
- Профессор ван Брок — учёный-этнограф из Нью-Йорка.
- Дж. Пемброк Пембертон — турист, спортсмен-охотник из Англии.
- Маргарет Девон — молодая девушка из Массачусетса, школьная учительница, некоторое время преподававшая в Медвежье речке.